# Fatou Dieng
Fatou Dieng (Kayar, 18 agosto 1983) è una cestista senegalese con cittadinanza francese.

## Carriera
Con il Senegal ha disputato i Giochi olimpici di Rio de Janeiro 2016, due edizioni dei Campionati mondiali (2006, 2010) e sei dei Campionati africani (2009, 2011, 2013, 2015, 2017, 2023).